# ハイデルベルク信仰問答

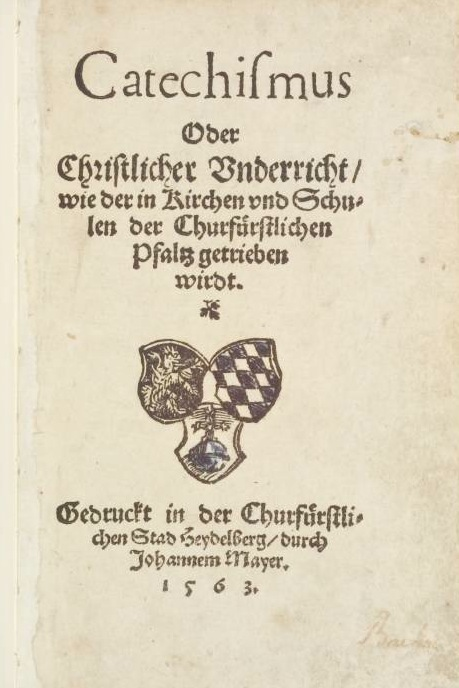
ハイデルベルク信仰問答、1563年

ハイデルベルク信仰問答（ハイデルベルクしんこうもんどう、ドイツ語：Heidelberger Katechismus）は、1563年にドイツの町ハイデルベルクで書かれて出版されたカルヴァン派の信仰問答書。人間の悲惨、救い、感謝の3部からなり、129問答から成る。

## 歴史
1546年、プファルツ選帝侯フリードリヒ2世が宗教改革に際して、自分の領地ハイデルベルクでアウクスブルク信仰告白を取り入れてルター派の信仰の立場を持った。やがてハイデルベルクにプロテスタントの学者が集まり、ルター派、メランヒトン主義者、カルヴァン主義者、ツヴィングリ主義者によって聖餐論論争が起こった。これが、信仰問答書を作成する直接の原因になった。
1559年にプファルツ選帝侯に就任したフリードリヒ3世は、聖餐論論争を終結させるためにフィリップ・メランヒトンに相談して助言を得た後、公開討論会によってカルヴァン主義の聖餐論の立場をとる事になった。1561年、フリードリヒ3世はルター派色の強かったコレギアム・サピエンティアエをカルヴァン派の神学校に再編し、メランヒトンの弟子であるツァハリーアス・ウルジーヌスを責任者に任命して、前任のカスパル・オレヴィアーヌスと共に信仰問答書と信仰告白の作成にあたるよう命じた。ハイデルベルク信仰問答書はカルヴァンやブリンガーなどのカテキズムを参考にして、ウルジーヌスがラテン語の草案とオレヴィアーヌスのドイツ語の草案を元に作成した。
1562年12月にフリードリヒ3世はハイデルベルクに聖職者会議を招集して、草案の検討と改訂に当たらせて、1563年1月19日火曜日にドイツ語でハイデルベルク信仰問答書が出版された。

## 翻訳
- 吉田隆『ハイデルベルク信仰問答』新教出版社、2004年。ISBN 4400521303。